# Vũ Đức Nhuận
Vũ Đức Nhuận (1926-1998), nguyên là một tướng lĩnh Bộ binh của Quân lực Việt Nam Cộng hòa, cấp bậc Chuẩn tướng. Ông xuất thân từ khóa đầu tiên và duy nhất tại trường Sĩ quan Trừ bị do Quân đội Pháp và Quân đội Quốc gia Việt Nam mở ra ở Bắc phần để đào tạo sĩ quan người Việt phục vụ trong Quân đội Liên hiệp Pháp. Ban đầu ông được phân bổ về đơn vị Bộ binh, sau chuyển sang ngành An ninh Quân đội và cũng là người giữ chức vụ đứng đầu ngành này lâu nhất (1968-1975).

## Tiểu sử & Binh nghiệp
Ông sinh vào tháng 4 năm 1926, trong một gia đình khá giả tại Hải Dương, miền Bắc Việt Nam. Năm 1946, ông tốt nghiệp Trung học chương trình Pháp tại Hải Phòng với văn bằng Tú tài bán phần (Part I). Sau đó được bổ dụng làm công chức tại Hải Phòng một thời gian trước khi gia nhập quân đội.

### Quân đội Quốc gia Việt Nam
Cuối tháng 9 năm 1951, thi hành lệnh động viên, ông nhập ngũ vào Quân đội Quốc gia, mang số quân: 46/200.289. Theo học khóa 1 Lê Lợi tại trường Sĩ quan Trừ bị Nam Định, khai giảng ngày 1 tháng 10 năm 1951. Ngày 1 tháng 6 năm 1952 mãn khóa tốt nghiệp với cấp bậc Thiếu úy. Ra trường, ông được chọn đi phục vụ tại Tiểu đoàn Khinh binh Việt Nam với chức vụ Trung đội trưởng. Đầu năm 1954, ông được thăng cấp Trung úy và được cử làm Đại đội trưởng.

## Quân đội Việt Nam Cộng hòa
Đầu năm 1956, sau một thời gian ngắn chuyển nhiệm vụ sang cơ cấu mới là Quân đội Việt Nam Cộng hòa, ông được thăng cấp Đại úy giữ chức vụ Tiểu đoàn trưởng. Đầu năm 1959, ông được thăng cấp Thiếu tá chuyển ra Cao nguyên Trung phần giữ chức vụ Tham mưu trưởng Đệ Tam Quân khu ở Pleiku do Đại tá Đỗ Cao Trí làm Tư lệnh.
Giữa năm 1960, ông thuyên chuyển về miền Đông Nam phần và được bổ nhiệm chức vụ Tỉnh trưởng kiêm Tiểu khu trưởng Tiểu khu Tây Ninh. Đến đầu tháng 2 năm 1964, sau cuộc Chỉnh lý nội bộ ngày 30 tháng 1 của tướng Nguyễn Khánh, ông được thăng cấp Trung tá, bàn giao chức vụ Tỉnh trưởng và Tiểu khu trưởng lại cho Đại tá Nguyễn Quang Thông để về Tổng cục Chiến tranh Chính trị giữ chức vụ Phụ tá Cục trưởng Cục An ninh Quân đội do Đại tá Trần Văn Thăng làm Cục trưởng. Ngày Quốc khánh Đệ nhị Cộng hòa 1/11/1967, ông được thăng cấp Đại tá tại nhiệm.
Thời điếm này Tổng cục trưởng Tổng cục Chiến tranh Chính trị là Trung tướng Trần Văn Trung.
Tháng 9 năm 1968, ông được bổ nhiệm làm Cục trưởng cục An ninh Quân đội thay thế Đại tá Trần Văn Thăng. Ngày Quốc khánh 1 tháng 11 năm 1972, ông được thăng cấp Chuẩn tướng tại nhiệm.

## 1975
Ngày 30 tháng 4, ông di tản ra khỏi Việt Nam. Sau đó sang Hoa Kỳ định cư tại Tiểu bang Virginia.
Ngày 20 tháng 2 năm 1998, ông từ trần tại nơi định cư. Hưởng thọ 72 tuổi.